# Benedikt von Hertenstein portréja
Benedikt von Hertenstein portréja Hans Holbein festménye, amely a New Yorki Metropolitan Művészeti Múzeum gyűjtemények része.

## Keletkezése
Benedikt von Hertenstein Luzern polgármestere, Jakob von Hertenstein legidősebb fia volt, aki második feleségétől, Anna Mangoldtól született. 1511-től a bázeli egyetemen tanult. 1517-ben, a kép festésének évében tagja lett a városi nagytanácsnak, elképzelhető, hogy ennek alkalmából készült a portré. 1522. április 27-én a svájci zsoldosok soraiban esett el a bicoccai csatában.
1517–1519-ben az idősebb Hans Holbein és fia a Hertenstein-ház díszítésén dolgozott. A szakértők egyetértenek abban, hogy az idősebb művész festette a belső freskókat, míg fia a homlokzaton dolgozott. A házat 1825-ben lebontották, díszítése a korban keletkezett leírásokról, vízfestékkel készült másolatokról, valamint az ifjabbik Holbein rajzairól ismert.
Paul Ganz 1906-ban azonosította a festmény modelljét a pecsétgyűrűn akkor még jól látható címer alapján. A festményen szerepel egy felirat is, amely szerint a modell huszonkét éves volt, amikor Holbein lefestette.